# Olympische Sommerspiele 1996/Teilnehmer (Pakistan)
| Gelbes Symbol für Goldmedaillen mit stilisierten Olympischen Ringen | Graues Symbol für Silbermedaillen mit stilisierten Olympischen Ringen | Braundes Symbol für Bronzemedaillen mit stilisierten Olympischen Ringen |
| ------------------------------------------------------------------- | --------------------------------------------------------------------- | ----------------------------------------------------------------------- |
| —                                                                   | —                                                                     | —                                                                       |

Pakistan nahm an den Olympischen Sommerspielen 1996 in Atlanta, USA, mit einer Delegation von 24 Sportlern (23 Männer und eine Frau) teil.

## Teilnehmer nach Sportarten

### Boxen
- Abdul Rashid Qambrani
Halbfliegengewicht: 17. Platz

- Ullah Usman
Halbweltergewicht: 17. Platz

- Abdul Rashid Baloch
Weltergewicht: 9. Platz

- Safarish Khan
Superschwergewicht: 9. Platz

### Hockey
- Herrenteam
6. Platz

- Kader
Manzoor Ahmed
Muhammad Danish Kalim
Naveed Alam
Muhammad Usman
Muhammad Khalid
Muhammad Shafqat Malik
Muhammad Sarwar
Tahir Zaman
Kamran Ashraf
Muhammad Shahbaz
Shahbaz Ahmed
Khalid Mahmood
Mujahid Ali Rana
Irfan Mahmood
Aleem Raza
Rahim Khan

### Leichtathletik
- Aqarab Abbas
Hammerwerfen: 34. Platz in der Qualifikation

- Shabana Akhtar
Frauen, Weitsprung: 33. Platz in der Qualifikation

### Ringen
- Bashir Bhola Bhala
Leichtschwergewicht: 16. Platz

### Schwimmen
- Kamal Salman Masud
100 Meter Schmetterling: 57. Platz